# Maximilian Schwarz
Maximilian Schwarz (19 dicembre 2002) è uno sciatore alpino tedesco.

## Biografia
Specialista delle prove veloci attivo dal novembre del 2018, Schwarz ha esordito in Coppa Europa il 28 febbraio 2021 a Oberjoch in slalom speciale (28º) e in Coppa del Mondo il 20 dicembre 2024 in Val Gardena in supergigante (56º); il 1º febbraio 2025 ha conquistato a Orcières nella medesima specialità la prima vittoria, nonché primo podio, in Coppa Europa. Non ha preso parte a rassegne olimpiche o iridate.

## Palmarès

### Coppa Europa
- Miglior piazzamento in classifica generale: 68º nel 2025
- 1 podio:
  - 1 vittoria

#### Coppa Europa - vittorie
| Data             | Località | Paese   | Specialità |
| ---------------- | -------- | ------- | ---------- |
| 1º febbraio 2025 | Orcières | Francia | SG         |

Legenda:

SG = supergigante

### Campionati tedeschi
- 1 medaglia:
  - 1 argento (supergigante nel 2024)